# Jahmesz-Szipair
Jahmesz-Szipair herceg az ókori egyiptomi XVII.–XVIII. dinasztia idején. Feltehetőleg Szekenenré Ta-aa fia, I. Jahmesz testvére.
Számos műemléken megjelenik a XVIII. dinasztia idején; ez ritka volt olyan hercegek esetében, akik nem léptek trónra, ezért feltételezték, hogy talán ő az apja I. Thotmesz fáraónak, aki a fiúörökös nélkül meghalt I. Amenhotepet, Jahmesz-Szipair unokaöccsét követte a trónon (Thotmesznek csak anyja, Szenszoneb neve ismert, apja kilétéről semmit nem tudni). Ennek ellentmondani látszik, hogy múmiája fogainak vizsgálata alapján 5-6 éves korában halhatott meg (bár lehetséges, hogy az ő múmiájának tartott múmia valójában nem ő). A múmiát a DB320-as rejtekhelyen találták meg 1881-ben, G. E. Smith és A. R. Ferguson bontotta ki 1905. szeptember 9-én.

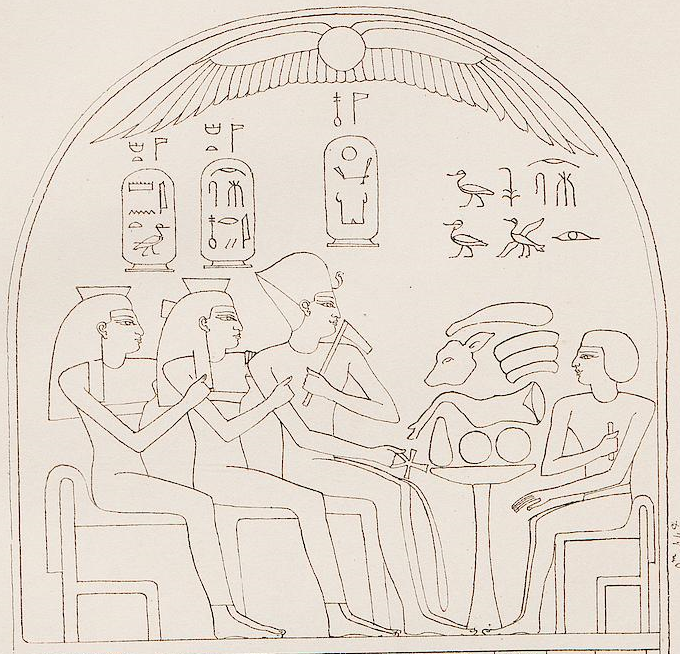
A herceg (jobbra), vele szemben: I. Amenhotep fáraó, valamint Ahmesz-Nofertari és Szitamon királynék

## Külső hivatkozás
- Koporsója és múmiája[halott link]